# Pogonatum dendroides
Pogonatum dendroides là một loài rêu trong họ Polytrichaceae. Loài này được (Brid. ex Hedw.) Brid. mô tả khoa học đầu tiên năm 1827.